# Partiskat
Partiskat er en type kontingent, som nogle politiske partier opkræver af løn eller lignende, som deres medlemmer modtager i kraft af tillidshverv, som partiet har valgt eller indstillet dem til.
I Socialdemokratiets vedtægter beskrives partiskatten således:
§ 21 Særlige vedtagelser

Stk. 1.

Alle, der varetager tillidshverv på vegne af Socialdemokratiet, skal betale partiskat.

For folketingsgruppens og Europa-Parlamentsgruppens medlemmer og alle, der varetager hverv, der direkte eller indirekte er foranlediget af Folketinget, Europa-Parlamentet, folketingsgruppen eller Europa-Parlamentsgruppen, opkræves partiskatten af
partikontoret.

Partikontoret skal have dokumentation for, at det er det korrekte beløb, der er indbetalt.

Partiskatten udgør minimum to procent af bruttobeløb, der udbetales til vedkommende som løn, tabt arbejdsfortjeneste, honorar, diæter, vederlag, tillæg eller lignende. Der kan ikke fratrækkes nogen form for udgifter, løntab eller andet. 

Partiskat af det udbetalte beløb skal indbetales minimum en gang i kvartalet. Senest 1. februar i det efterfølgende kalenderår skal partiskatten være endeligt afregnet. Manglende betaling af partiskat medfører tab af medlemskab.
I SFs love beskrives partiskatten således:
§ 37 Partiskat

Stk. 1.

Medlemmer, der for SF opstilles, indstilles, vælges eller udnævnes til lønnede tillidshverv, forpligter sig dermed til at betale partiskat af de indtægter, der følger af det pågældende hverv.

Landsledelsen fastsætter detaljerede regler for partiskattebetalingen.

Stk. 2.

Partiskatten betales efter de til enhver tid gældende regler. Partiskatteprocenten for et hverv kan ikke forhøjes inden for opstillingsperioden. 

Stk. 3. 

Partiskat, der er forfalden til betaling, kan der laves aftaler med en afdragsordning om. Partiskat kan i særlige tilfælde eftergives. Det er det organ, der modtager partiskatten, der kan aftale en afdragsordning, og som kan eftergive partiskatten.  Eftergivelse af partiskat skal dog godkendes af landsledelsen.
I Enhedslistens vedtægter beskrives partiskatten således:
§16. PARTISKAT OG ØKONOMI

Stk. 1. 

Enhedslistens folketingsmedlemmer indbetaler partiskat svarende til den del af indtægten, der ligger over gennemsnittet af en faglært metalarbejders løn i København (minus fradrag af skat og særlige udgifter i f. m. hvervet). Har et folketingsmedlem en betydelig indtægtsnedgang i forbindelse med valget, kan hovedbestyrelsen i særlige tilfælde godkende en midlertidig reduktion af partiskatten. Der betales også partiskat af eftervederlaget som folketingsmedlem.

Stk. 2. 

Fuldtidsansatte lokalpolitikere, fx borgmestre, indbetaler partiskat svarende til den del af indtægten, der ligger over gennemsnittet af en faglært metalarbejders løn i København (minus fradrag af skat og særlige udgifter i f. m. hvervet). Har en fultidsansat lokalpolitiker en betydelig indtægtsnedgang i forbindelse med valget, kan den pågældende afdeling i særlige tilfælde godkende en midlertidig reduktion af partiskatten. Der betales ligeledes partiskat af eventuelle eftervederlag, der modtages som fuldtidsansat lokalpolitiker.

Stk. 3. 

Tidligere folketingsmedlemmer for Enhedslisten og andre der på grund af tillidshverv i Enhedslisten modtager pension før den almindelige folkepensionsalder, betaler partiskat af deres politiker-pension frem til folkepensionsalderen. Det betyder, at hvis deres samlede indkomst inklusive evt. lønindtægt eller andre pensionsudbetalinger overstiger gennemsnittet af en faglært metalarbejders løn i København, så skal den overskydende del af pensionen, der vedrører tillidshvervet indbetales i partiskat. 

Stk. 4. 

Kommunalbestyrelsesmedlemmer og regionsrådsmedlemmer betaler 1/3 af bruttobeløbet i partiskat til lokalafdelingen/lokalafdelinger hhv. Enhedslistens regionale organisation. Modregnes en del af indtægten i anden indkomst, betales ikke partiskat af denne del. Hovedbestyrelsen vedtager* mere præcise retningslinjer for partiskat gældende for den følgende valgperiode, herunder om de valgtes ret til at blive frikøbt og om reduktion af partiskat i særlige situationer.  Konkrete afgørelser træffes af FU på baggrund af de vedtagne retningslinjer. Forud for opstillingen forpligter kandidaterne sig med deres underskrift til at udtræde af kommunalbestyrelsen/regionsbestyrelsen i tilfælde af partiskift (Jf. paragraf 10, stk. 4), samt til at overholde ovennævnte bestemmelser om partiskat. Der betales 1/3 af bruttobeløbet i partiskat af indtægter fra andre hverv (domsmænd, valgtilforordnede, råd og nævn), hvortil Enhedslisten udpeger repræsentanter. Partiskatten tilfalder den organisation i partiet, der har opstillet den/de valgte. 